# PRIDE.18
PRIDE.18（プライド・エイティーン）は、日本の総合格闘技イベント「PRIDE」の大会の一つ。2001年12月23日、福岡県福岡市のマリンメッセ福岡で開催された。海外PPVでの大会名は、「PRIDE 18: Cold Fury 2」。

## 大会概要
「大巨人対決」と銘打たれたメインイベントではセーム・シュルトが高山善廣に勝利。セミファイナルではアレクサンダー大塚が、王者になって初戦になるヴァンダレイ・シウバと対戦するも、鼻骨骨折でドクターストップ負け。
その他の試合では山本宜久がヤン・"ザ・ジャイアント"・ノルキヤを腕ひしぎ十字固めで破り、小路晃がジェレミー・ホーンに判定で敗れた。

### ルール改正
前大会PRIDE.17でマット・スケルトンがトム・エリクソンの攻撃により気管を損傷したことを受け、今大会より気管を押しつぶす攻撃や、喉をつかむなど、手指での喉へ対する直接的な攻撃が反則として追加された。また、判定の基準に優先順位が設けられた。優先順位の内訳はPRIDE (格闘技イベント)#勝敗を参照。

## 試合結果
第1試合 PRIDEルール 1R10分、2・3R5分
○  松井大二郎 vs.  クイントン・"ランペイジ"・ジャクソン ×
1R 0:14 失格（ローブロー）
第2試合 PRIDEルール 1R10分、2・3R5分
○  アレックス・スティーブリング vs.  アラン・ゴエス ×
3R 0:47 TKO（レフェリーストップ：グラウンドの膝蹴り）
第3試合 PRIDEルール 1R10分、2・3R5分
○  ムリーロ・ニンジャ vs.  アレックス・アンドラーデ ×
3R終了 判定3-0
第4試合 PRIDEルール 1R10分、2・3R5分
○  山本宜久 vs.  ヤン・"ザ・ジャイアント"・ノルキヤ ×
1R 1:43 腕ひしぎ十字固め
第5試合 PRIDEルール 1R10分、2・3R5分
○  イゴール・ボブチャンチン vs.  ヴァレンタイン・オーフレイム ×
1R 4:35 ヒールホールド
第6試合 PRIDEルール 1R10分、2・3R5分
○  ジェレミー・ホーン vs.  小路晃 ×
3R終了 判定3-0
第7試合 PRIDEルール 1R10分、2・3R5分
○  ヴァンダレイ・シウバ vs.  アレクサンダー大塚 ×
3R 2:22 TKO（ドクターストップ：鼻骨骨折）
第8試合 PRIDEルール 1R10分、2・3R5分
○  セーム・シュルト vs.  高山善廣 ×
1R 3:09 TKO（左ストレート→パウンド）